# Fanny Hill (álbum)
Fanny Hill es el tercer álbum de estudio por el grupo de rock estadounidense Fanny. Fue publicado en febrero de 1972 por Reprise Records y alcanzó el puesto #135 en la lista de álbumes de los Estados Unidos.

## Antecedentes y grabación
A fines de 1971, Fanny había logrado cierto éxito comercial y de crítica con la canción que da nombre al álbum Charity Ball, la cual alcanzó el puesto #40 en la lista Hot 100 de la revista Billboard durante la semana del 6 de noviembre de 1971.
Para su tercer álbum, la banda viajó a Londres para grabar en los estudios Apple. El álbum fue producido por Richard Perry y diseñado por Geoff Emerick—quién ayudó a The Beatles en los álbumes Sgt. Pepper's Lonely Hearts Club Band (1967) y Abbey Road (1969). Los acompañantes habituales de The Rolling Stones, Bobby Keys y Jim Price, actuaron en varias pistas, incluyendo en la canción influenciada por The Rolling Stones y Janis Joplin «Borrowed Time».
La canción de apertura fue una versión de «Ain't That Peculiar» de Marvin Gaye, que se reorganizó para incluir percusión con influencia latina y un solo de guitarra slide de June Millington. Fue publicado posteriormente como sencillo y alcanzó el puesto #85 en el Billboard Hot 100. El grupo también hizo una versión de «Hey Bulldog» de The Beatles. Su arreglo incluía letras diferentes a la original, que supuestamente fueron aprobadas por The Beatles.

## Lanzamiento
Fanny Hill fue publicado en febrero de 1972 por Reprise Records, y alcanzó el puesto #135 en la lista de álbumes de los Estados Unidos. En junio de 2015, Real Gone Records lanzó una versión ampliada en CD, incluyendo tomas descartadas y pistas de acompañamiento.

## Recepción de la crítica
Fanny Hill recibió reseñas generalmente positivas de los críticos de música. En una reseña positiva para Rolling Stone, Gavin Edwards comentó: “La cantidad de grupos que pueden inspirar afecto de la manera en que Fanny tiene con este álbum, simplemente por la pura exuberancia de su música, son muy pocos”. El personal de Louder Sound le otorgó una calificación de 4 estrellas y media sobre 5. El autor Robert Christgau declaró: “Varias letras sirven de base en temas importantes de las mujeres (autonomía, maternidad, etc.), pero ninguna—ni siquiera «Wonderful Feeling», una canción de ruptura que suena encantadoramente feliz—ofrece el tipo de percepción concentrada que hace que una canción funcione”. El personal de la revista Billboard elogió el talento musical y la voz del grupo, describiendo al álbum como “una fuerte entrada”. En una reseña retrospectiva para AllMusic, Mark Deming catalogó Fanny Hill como “el trabajo más fuerte y emocionante” del grupo.

## Lista de canciones
| Lado uno |                       |                                                               |                              |          |  |
| N.º      | Título                | Escritor(es)                                                  | Vocalista principal          | Duración |  |
| 1.       | «Ain't That Peculiar» | Smokey Robinson Warren “Pete” Moore Bobby Rogers Marv Tarplin | June Millington              | 4:06     |  |
| 2.       | «Knock on My Door»    | Nickey Barclay                                                | Jean Millington              | 3:20     |  |
| 3.       | «Blind Alley»         | Barclay Alice de Buhr                                         | Barclay, con Jean Millington | 4:36     |  |
| 4.       | «You've Got a Home»   | June Millington                                               | June Millington              | 3:48     |  |
| 5.       | «Wonderful Feeling»   | Jean Millington                                               | Jean Millington              | 3:19     |  |
| 6.       | «Borrowed Time»       | Barclay                                                       | Barclay                      | 3:27     |  |

| Lado dos |                            |                                                 |                                            |          |  |
| N.º      | Título                     | Escritor(es)                                    | Vocalista principal                        | Duración |  |
| 1.       | «Hey Bulldog»              | John Lennon Paul McCartney                      | June Millington, Jean Millington y Barclay | 3:56     |  |
| 2.       | «Think About the Children» | June Millington                                 | June Millington, con Jean Millington       | 4:11     |  |
| 3.       | «Rock Bottom Blues»        | June Millington Jean Millington Barclay de Buhr | de Buhr, con Barclay                       | 3:09     |  |
| 4.       | «Sound and the Fury»       | June Millington                                 | June Millington                            | 3:05     |  |
| 5.       | «The First Time»           | Barclay                                         | Barclay                                    | 4:58     |  |

## Créditos y personal
Créditos adaptados desde las notas de álbum.
Fanny
- June Millington – guitarra eléctrica, acústica y slide, clavinet, percusión, voz principal y coros
- Jean Millington – bajo eléctrico, voz principal y coros
- Nickey Barclay – piano, órgano, teclado, voz principal y coros
- Alice de Buhr – batería, pandereta,  voz principal y coros

Músicos adicionales
- Bobby Keys – saxofones (1, 6, 9)
- Jim Price – instrumentos de viento metal (6, 9, 11)

Personal técnico
- Richard Perry – productor
- Geoff Emerick – ingeniero de audio
- Phillip MacDonald – ingeniero de audio
- Andy Johns – ingeniero de audio
- Alan Harris – ingeniero de audio
- Doug Sax – masterización
- David Bailey – fotografía de la portada
- Amalie R. Rothschild – fotografía de la contraportada